# Muriel Bowser
Muriel Elizabeth Bowser (Washington, D.C., 2 de agosto de 1972) é uma política estadunidense, que serve como a oitava prefeita do Distrito de Columbia desde 2015. Membro do Partido Democrata, ela representou anteriormente a Ward 4 como membro do Conselho do Distrito de Columbia, de 2007 a 2015.

## Infância e educação
A mais nova de seis filhos de Joe e Joan Bowser, Muriel E. Bowser cresceu no bairro North Michigan Park, no nordeste do Distrito de Columbia. Em 1990, Bowser formou-se na Elizabeth Seton High School, uma escola católica privada para meninas em Bladensburg, Maryland. Ela recebeu uma bolsa da faculdade devido a suas notas acima da média. Bowser formou-se no Chatham College em Pittsburgh, Pensilvânia, com um diploma de bacharel em história, e se formou na Escola de Relações Públicas da Universidade Americana com um mestrado em Políticas Públicas. Em 2015, ela comprou uma casa em Colonial Village, mudando de um duplex de Riggs Park  onde ela morava desde 2000. Ela é uma católica ao longo da vida. Bowser diz que nunca se imaginou como política ou prefeita, mas possivelmente como administradora de uma agência.